# 阿歷克斯·卡斯伯特
阿歷克斯·卡斯伯特（英語：Alex Cuthbert；1990年4月5日—）是一位威爾斯橄欖球運動員。他是威爾斯國家橄欖球隊的一員，代表威爾斯參加了2015年世界盃橄欖球賽。